# Ann Mari Falk
Ann Mari Falk, född 19 december 1916 i Stockholm, död 27 juni 1988 i Johannes församling i Stockholm, var en svensk författare och översättare. Hon gick i Franska skolan och senare handelsutbildning. Åren 1935–1951 arbetade hon som försäkringstjänsteman. Hon var dotter till civilingenjör Fritz Söderbergh och syster till författaren Bengt Söderbergh. Hon var först gift med Jan Falk och sedan med författaren Uno Eng. Med Uno Eng fick hon sonen Nils Uno 1948. 
Ann Mari Falk skrev främst barn- och ungdomsböcker men även några romaner och deckare för vuxna. Hennes barnböcker var realistiska med psykologiskt inträngande porträtt. Motivet i ungdomsböckerna är ofta en konflikt (t.ex. skilsmässa, dödsfall) som påverkar de unga personerna och hur de lär sig acceptera tillvaron och omgivningens brister. Ett återkommande tema är de vuxnas besvikelse över hur livet blev och hur detta påverkar hela familjen. I barnböckerna är föräldrarna mer positivt skildrade.
Som översättare ägnade hon sig huvudsakligen åt att översätta barn- och ungdomsböcker från norska, danska och engelska. Ann Mari Falk är gravsatt i minneslunden på Norra begravningsplatsen utanför Stockholm.

## Priser och utmärkelser
- 1952 – Boklotteriets stipendiat
- 1953 – Tidningen Vi:s litteraturpris
- 1959 – Boklotteriets stipendiat
- 1968 – Astrid Lindgren-priset